# Indicatif régional 804

Carte de la Virginie avec les territoires de ses indicatifs régionaux. L'indicatif régional 804 se trouve au centre-est de l'État.

L'indicatif régional 804 est l'un des indicatifs téléphoniques régionaux de l'État de  Virginie aux États-Unis. Cet indicatif dessert le centre-est de l'État.
L'indicatif régional 804 fait partie du Plan de numérotation nord-américain.

## Principales villes desservies par l'indicatif
- Richmond, la capitale de l’État
- Chester
- Henrico
- Hopewell
- Mechanicsville
- Midlothian
- Petersburg
- Colonial Heights

## Source
- (en) Cet article est partiellement ou en totalité issu de l’article de Wikipédia en anglais intitulé « Area code 804 » (voir la liste des auteurs).